# شعب الصيحى (السبرة)

تعديل مصدري - تعديل

شعب الصيحى محلة تابعة لقرية حلاكة، التابعة لعزلة مطاية بمديرية السبرة إحدى مديريات محافظة إب في الجمهورية اليمنية.، بلغ تعداد سكانها 21 حسب تعداد اليمن لعام 2004.